# Basquiat (film)
Basquiat è un film del 1996 scritto e diretto da Julian Schnabel basato sulla vita dell'artista Jean-Michel Basquiat.

## Trama
Basquiat, nato a Brooklyn, ha usato le sue radici di graffitaro come fondamenta per creare un tipo di pittura collage-style su tela. Le sue opere sono chiaramente influenzate dal suo stile di vita e dall'ambiente che lo circondava a New York City; spesso fra i colori poneva parole e frasi apparentemente non correlate (in realtà basate su studi approfonditi). Il suo stile è stato descritto come nervoso, feroce ed energico.

## Analisi
Il film mette in scena la relazione conflittuale dell'artista con le droghe, le relazioni e la sua stessa arte: inizia vendendo quadretti per pochi dollari ma una volta raggiunto il successo non riesce ad approfittarne per cambiare vita, né a conservare contatti importanti come quello con Warhol che pure aveva creduto in lui dall'inizio.

## Cast e produzione
Il cast, eccezionale, comprende Dennis Hopper, David Bowie, Benicio del Toro, Gary Oldman, Christopher Walken, Willem Dafoe e Courtney Love tra gli altri. Vincent Gallo, un reale amico di Basquiat, fa una piccola apparizione in un cameo.
Il regista, Schnabel, si è spesso auto-ritratto nel personaggio di Albert Milo, interpretato dall'attore inglese Gary Oldman, caratterizzando ulteriormente la propria presenza facendo recitare sua madre, suo padre e sua sorella nella parte della famiglia di Milo (sebbene, nella realtà, tra Schnabel e Basquiat non ci fosse una grande amicizia come mostrato nel film, bensì una forte rivalità). Il regista stesso, inoltre, compare in una scena al ristorante Mr. Crows che vede protagonisti Basquiat e Andy Warhol.
Non riuscendo ad ottenere il permesso di utilizzare la vera collezione di Basquiat, lo stesso regista ha realizzato le copie fedeli delle opere dell'artista per le riprese del film.

## Altre opere sulla vita del pittore
Un altro film legato a Basquiat, Downtown 81 (versione ri-montata di New York Beat Movie, del 1981), offre uno sguardo approfondito sulla New York al tempo in cui Jean-Michel Basquiat era un artista influente. Girato a nel 1981, ma poi disperso per un decennio, è stato riesumato nei primi anni novanta con un titolo differente, venendo nuovamente distribuito.

## Riconoscimenti
- Independent Spirit Awards 1997: miglior attore non protagonista (Benicio del Toro)
- National Board of Review Awards 1996: riconoscimento speciale per l'eccellenza nel filmmaking